# McKittrick Canyon Trail
Ne doit pas être confondu avec McKittrick Canyon Nature Trail.
Le McKittrick Canyon Trail est un sentier de randonnée américain dans le comté de Culberson, au Texas. Cette section du Guadalupe Ridge Trail est entièrement située au sein du parc national des Guadalupe Mountains et pour partie dans la Guadalupe Mountains Wilderness.